# 6. Marineflakregiment
Het 6. Marineflakregiment was een Duitse militaire eenheid in de Tweede Wereldoorlog. De eenheid werd in maart 1942 opgericht. Tijdens haar gehele bestaan was de eenheid gestationeerd in Emden, waar het voornamelijk belast werd met de bescherming van de haven tegen luchtaanvallen. In mei 1945, aan het einde van de oorlog, werd de eenheid na ruim drie jaar dienst opgeheven.
Het 6. Marineflakregiment was onderdeel van de Abschnitt Emden, dat weer onder de Küstenbefehlshaber Ostfriesland viel.

## Commandanten
- Kapitän zur See Archibald Goetz (maart 1942 - juli 1942)
- Fregattenkapitän Curt Schultz-Reuter (juli 1942 - april 1943)
- Kapitän zur See Archibald Goetz (april 1943 - augustus 1943)
- Kapitän zur See Hans Ahlmann (augustus 1943 - oktober 1944)
- Korvettenkapitän M.A. der Reserve Carl-Friedrich Birkendahl (oktober 1944 - mei 1945)

## Samenstelling
- Marineflakabteilung 236
- Marineflakabteilung 246
- Marineflakabteilung 256
- Marineflakabteilung 266
- Marineflakabteilung 276